# Misure elettriche

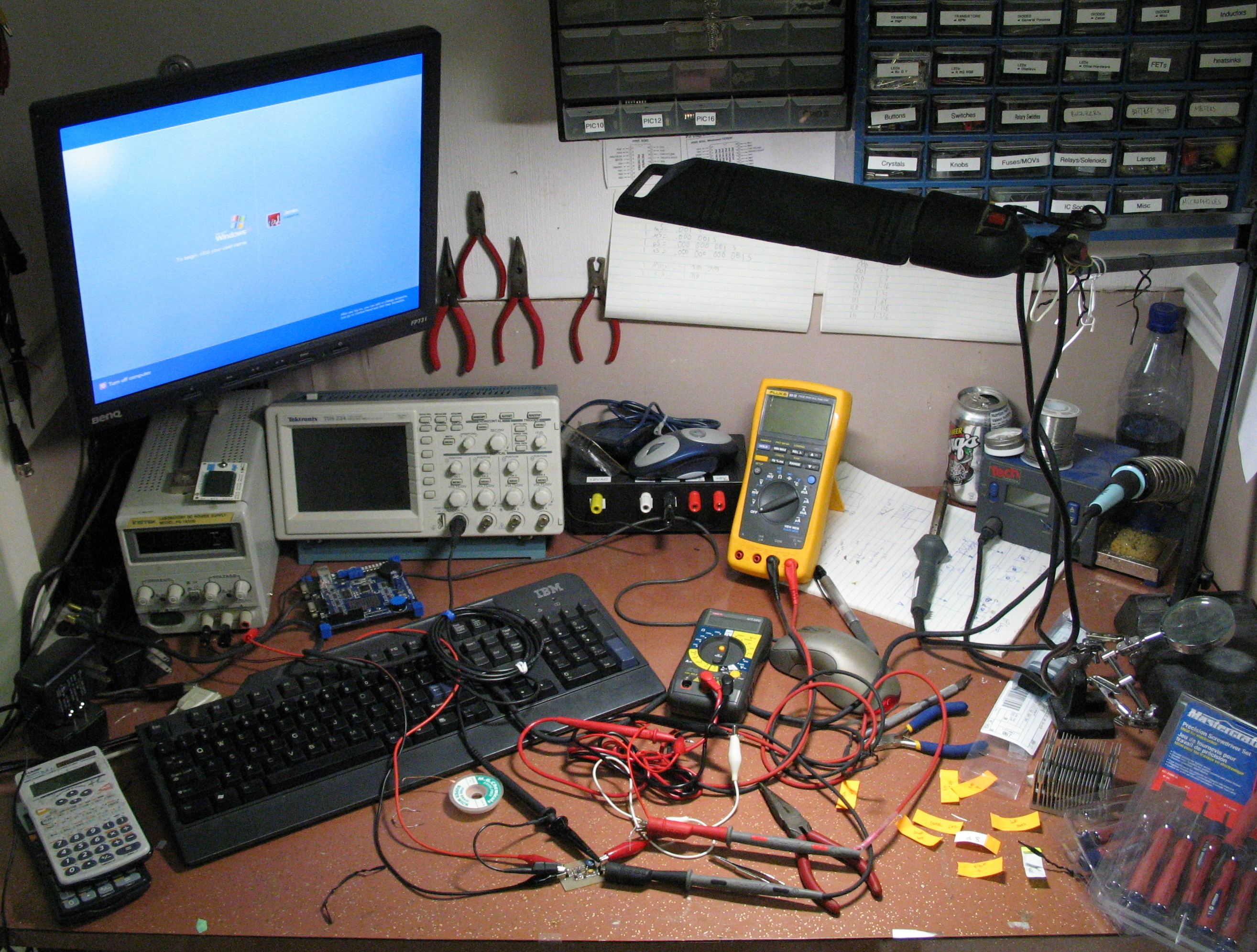
Banco di lavoro allestito per svolgere misurazioni elettriche.

In metrologia, per misura elettrica si intendono i risultati di una misurazione di grandezze elettriche.

## Classificazione
Le misure elettriche possono essere classificate in base al sistema sul quale si svolge la misurazione:
- misure su componenti
- misure su circuiti
- misure su impianti

Tale distinzione differisce più per i metodi utilizzati che dagli strumenti utilizzati.
I metodi di misura tipici dei componenti possono essere applicati anche ad oggetti che non sono di per sé componenti elettrici, ma di cui si vuole dare una caratterizzazione elettrica.
L'evoluzione della tecnologia e la diffusione dei componenti elettronici a stato solido ha portato profondi cambiamenti nelle misure elettriche, gli strumenti di misura elettromeccanici sono affiancati e spesso sostituiti da strumenti di misura elettronici.
Le misure elettriche più diffuse riguardano quelle di differenza di potenziale, corrente elettrica, resistenza elettrica, frequenza, potenza elettrica, induttanza.

## Ponti di misura
Spesso si utilizzano dei cosiddetti ponti di misura, ovvero un insieme di componenti collegati in modo tale che agendo su un componente con valore variabile del gruppo è possibile giungere ad una situazione di equilibrio.
I principali ponti di misura sono:
- Ponte di Wheatstone
- Ponte di Maxwell
- Ponte di Shering
- Ponte di De-Sauty